# Kirsten Saerens
Kirsten Johanne Saerens Taasti f. Saerens (2. februar 1938 på Frederiksberg – 26. januar 2011 i Odense) var en dansk skuespiller.
Saerens blev student fra Odense Katedralskole i 1957 og senere uddannet fra Skuespillerskolen ved Odense Teater i 1963. Gennem hele sin karriere var hun knyttet til teatret, dog med en enkelt afstikker til Nørrebros Teater i 1990. Skuespildebuten havde hun allerede i 1959 på ABC-Teatret, hvor hun var stand-in for Lone Hertz i Ej blottet til lyst, en revy af Dirch Passer.
Kirsten Saerens var gift med skuespilleren Anker Taasti og mor til skuespilleren Sanne Saerens Taasti.

## Filmografi
- Kærlighedens melodi (1959)
- Gymnasiepigen (1960)
- Den rige enke (1962)